# Jean-Baptiste Boukary Lingani
Jean-Baptiste Boukary Lingani  fue un político y oficial militar burkinés. Fue una figura clave en la historia de Burkina Faso después de la independencia de Francia. Participó en los exitosos golpes de Estado de 1982 y 1983. Fue acusado de complicidad en un tercer golpe de Estado contra Blaise Compaoré, por lo que fue detenido y posteriormente ejecutado el 19 de septiembre de 1989.

## Biografía
Lingani estudió en la Prytanée Militaire de Saint-Louis, una academia militar en Saint Louis, la capital de Senegal. Más tarde se convirtió en profesor en el Kadiogo Military Prytanée en las afueras de la capital de Alto Volta de Uagadugú.
En 1976, cuando el país estaba dirigido por el mayor general Sangoulé Lamizana, participó en la formación de una organización secreta de izquierdas dentro de los oficiales inferiores del ejército voltaico, el «Grupo de Oficiales Comunistas» (en francés: Regroupement des officiers communistes, o ROC, en francés). Otros miembros conocidos de la organización comunista eran Henri Zongo, Blaise Compaoré y Thomas Sankara. En 1980, Lamizana —que ya había participado en el derrocamiento de su predecesor— fue depuesto por el coronel Saye Zerbo en un golpe de Estado militar. Un golpe posterior en 1982 contra Zerbo puso en el poder al mayor Dr. Jean-Baptiste Ouédraogo y, el camarada de Lingani, Thomas Sankara, fue nombrado primer ministro. Esta influencia sobre el régimen de Ouédraogo por parte de oficiales de izquierdas molestó a la antigua metrópolis colonial, Francia, y después de una visita de Jean-Christophe Mitterrand, hijo de François Mitterrand, Sankara, Henri Zongo y Lingani fueron arrestados.
En respuesta a estos arrestos, se desencadenó un levantamiento popular y Blaise Compaoré encabezó un nuevo golpe de Estado que convirtió a Sankara en presidente. Lingani y los demás miembros del Grupo de Oficiales Comunistas se unieron al Consejo de Salvación Popular, la nueva junta militar. El nuevo presidente se propuso implementar lo que llamó la «Revolución Democrática y Popular» (en francés: Révolution démocratique et populaire), una transformación radical de la sociedad. Para lograrlo se introdujeron nuevas entidades como los Pioneros de la Revolución, los Comités de Defensa de la Revolución y los Tribunales Populares Revolucionarios.
Después del golpe de Estado, Jean-Baptiste Lingani se desempeñó como ministro de Defensa Popular y comandante en jefe de las Fuerzas Armadas de Burkina Faso en el gabinete de Sankara. Durante su tiempo como ministro, —Alto Volta entonces rebautizado como Burkina Faso— luchó contra Mali en la breve Guerra de la Franja de Agacher, que duró algunas semanas en diciembre de 1985.
Zongo, Lingani y Compaoré lideraron el golpe de Estado de 1987 que supuso el derrocamiento del capitán Thomas Sankara. Tras este derrocamiento, Compaoré tomó el poder al frente de un triunvirato del que también eran miembros Lingani y Zongo, quienes mantuvieron sus cargos, como ministro de Defensa Popular y ministro de Promoción Económica, respectivamente. El nuevo triunvirato se propuso deshacer las radicales reformas económicas y sociales de Sankara, aunque su cooperación terminaría después de dos años.
El 18 de septiembre de 1989, mientras el presidente Compaoré se encontraba en una visita de Estado a China, el capitán Gilbert Diendéré, comandante del Regimiento de Seguridad Presidencial, descubrió un supuesto plan para llevar a cabo un golpe de Estado. Se suponía que el complot, descubierto justo antes del regreso del presidente al país, tendría lugar en el momento en que Compaoré aterrizara en Uagadugú. Las fuentes difieren sobre lo que ocurriría entonces: algunos dicen que lo arrestarían a su llegada, otros que el avión iba a ser destruido. Lingani y Zongo, fueron señalados como los instigadores del intento de golpe y denunciados como fascistas. Un comunicado leído en la radio estatal decía: «Nuestro pueblo y la revolución, y sus militantes en todos los niveles, acaban de escapar, en la noche del 18 de septiembre de 1989, de un complot cobarde fomentado por elementos militares y fascistas liderados por algunos ambiciosos y antirrevolucionarios que están en la cima de la dirección política».
Jean-Baptiste Boukary Lingani, Henri Zongo y dos conspiradores anónimos fueron rápidamente arrestados y ejecutados sumariamente una vez que se descubrió el complot.